# Ola Lindgren
Ola Lindgren (Halmstad, 29. veljače 1964.) je nekadašnji rukometaš reprezentacije Švedske i danas trener.

## Karijera
Tijekom igračke karijere, Lindgren je igrao ili na poziciji lijevog vanjskog ili onoj pivota. Karijeru je započeo 1981. u švedskom HK Drottu, gdje se vratio nakon dvogodišnjeg igranja za njemački TSV Dutenhofen. Drott ponovo napušta 1995. godine te prelazi u HSV Düsseldorf, gdje od 1996. do 1998. obavlja funkciju trenera-igrača. Istu funkciju imao je u HSG Nordhornu, gdje je igrao do 2003. godine, nakon čega je još 6 godina (do 2009. godine) boravio u klubu kao trener. 
Na reprezentativnom nivou, Lindgren je igrao od 1986. do 2003. godine, postigavši 482 gola u 376 nastupa. S reprezentacijom je bio četverostruki europski prvak, dvostruki svjetski te trostruki osvajač srebrne medalje na Olimpijskim igrama. Svemu tome, nadodao je još i dva srebra i dvije bronce sa svjetskih prvenstava. 
Kao trener, od 2009. do 2010. je vodio Rhein-Neckar Löwen, a od 2012. godine vodi švedski IFK Kristianstad. Još dok je radio u Nordhornu, 2008. godine, on i bivši reprezentativni kolega Staffan Olsson postali su izbornici rukometne reprezentacije Švedske, s kojom su osvojili srebrnu medalju na Olimpijadi 2012. godine u Londonu.

## Dosadašnji klubovi
- HK Drott (1981. – 1990.)
- TSV Dutenhofen (1990. – 1992.)
- HK Drott (1992. – 1995.)
- HSV Düsseldorf (1995. – 1998.)
- HSG Nordhorn (1998. – 2003.)

## Uspjesi

### Olimpijske igre
- Barcelona 1992.- srebro
- Atlanta 1996.- srebro
- Sydney 2000.- srebro

### Svjetsko prvenstvo
- Čehoslovačka 1990.- zlato
- Egipat 1999.- zlato
- Japan 1997.- srebro
- Francuska 2001.- srebro
- Švedska 1993.- srebro
- Island 1995.- bronca

### Europsko prvenstvo
- Portugal 1994.- srebro
- Italija 1998.- srebro
- Hrvatska 2000.- srebro
- Švedska 2002.- srebro

## Vanjske poveznice
- EHF-ov profil